# Odontoponera transversa
Odontoponera transversa är en myrart som först beskrevs av Smith 1857.  Odontoponera transversa ingår i släktet Odontoponera och familjen myror.

## Underarter
Arten delas in i följande underarter:
- O. t. biconcentrica
- O. t. infuscata
- O. t. nitens
- O. t. transversa